# كلوديا سالسيدو
كلوديا سالسيدو (بالإسبانية: Claudia Salcedo Quezada)‏ هي متسابقة بياثل تشيلية، ولدت في 19 يوليو 1980 في تشيلي.

## وصلات خارجية
- كلوديا سالسيدو على موقع IBU (الإنجليزية)
- كلوديا سالسيدو على موقع الاتحاد الدولي للتزلج (التزلج الريفي) (الإنجليزية)
- كلوديا سالسيدو على موقع أوليمبيديا (الإنجليزية)